# Abdoulaye Fodé Ndione
Pour les articles homonymes, voir Ndione.
Abdoulaye Fodé Ndione, né à Dakar au Sénégal, est un poète et nouvelliste sénégalais. Ancien président de l'Union des Écrivains d'Afrique, d'Asie et d'Amérique latine (2016-2019), il est depuis le 8 mars 2025 le président de l'Association des Écrivains du Sénégal (où il succède à Alioune Badara Bèye).
Des anthologies comprennent une partie de son œuvre, quelques extraits de ses poèmes sont traduits en allemand et Faubourienne a été traduit en roumain. Il a reçu le Prix de Poésie de l'AJES au Sénégal et en 2012 un Prix de la Fondation Léopold Sédar Senghor pour sa nouvelle La Pirogue de l’espoir.

## Publications
Poésie :
- Faubourienne (Néas, Dakar, 2005)
- Affluence (Néas, Dakar, 2010)
- Pièces à conviction (Maguilen, 2013)

Nouvelles : 
- Sentiers perdus (Feu de brousse, 2011)
- Des pas sur la mer (2019)

Roman :
- Cœur en location (2022)